# RWB Adria
Red White and Blue Adria, mais conhecido como RWB Adria, é uma agremiação esportiva da cidade de Chicago, Illinois.  Atualmente disputa a United Premier Soccer League.

## História
De origem croata, o clube tem seu nome e cores inspiradas na Seleção Croata de Futebol. O clube ganhou notoriedade internacional por Eusébio ter tido uma breve passagem pelo clube no final de sua carreira. Entre 2015 e 2017 disputou a Premier League of America. Com a extinção da PLA, o clube se transfere para a UPSL.

## Títulos
Campeão Invicto
| NACIONAIS      | NACIONAIS                 | NACIONAIS | NACIONAIS                                            |
|                | Competição                | Títulos   | Temporadas                                           |
| -------------- | ------------------------- | --------- | ---------------------------------------------------- |
| Estados Unidos | National Amateur Cup      | 2         | 2011, 2013                                           |
| Estados Unidos | Premier League of America | 1         | 2015                                                 |
| Estados Unidos | Hank Steinbrecher Cup     | 1         | 2014                                                 |
| ESTADUAIS      |                           |           |                                                      |
|                | Competição                | Títulos   | Temporadas                                           |
| Estados Unidos | Peel Cup                  | 9         | 1988, 1989, 1993, 1994, 2002, 2003, 2005, 2006, 2008 |